# ワールドニュースアワー
ワールドニュースアワー（英語: World News Hour）は、日本のNHK BSで放送されている国際報道番組である。実際の放送でのタイトルは英語表記になっていた。本項では「ワールドニュース」（1984年 - 2004年、2014年 - ）についても触れることとする。

## 概要
NHKが放映権を持っている世界各国の放送局の報道番組を数分ずつ抜粋して順次放送する形で伝える。主音声はボイスオーバー形式の日本語通訳で、副音声は原語のままの2か国語放送を行う。
放送される放送局は、時間帯によって異なる（詳しくは後述）。通常放送する放送局で、特別番組などのために該当する時間帯のニュースが中止になった場合、同じ国の別の放送局のニュースを放送することもある。
2006年11月20日よりデジタル放送では画角16:9（標準画質）のサイズで放送されている。しかし、サイズ変更当初はほとんどの映像が4:3で送られてきたため、両端にサイドパネルが付くが、徐々に画角16:9で送られてくるようになってきた。

## ワールドニュース（1984年度 - 2004年度）
元々、1984年に衛星放送が開始された当初から1日数時間『ワールドニュース』という番組が放送されていたが、1987年7月にNHK衛星第1テレビが本格的24時間放送を実施するに当たり放送時間を大幅に拡大していった。
1987年の放送時間拡大後、平日の日中のスタジオ進行に平野次郎（当時NHK外信部記者）、週末のスタジオ進行は饗庭孝典、ニューヨーク滞在キャスターに国谷裕子（NHK契約キャスター）、パリ滞在キャスターに岸恵子（女優）が参加していた。テーマソングは早見優「A Place in my Heart」（アルバム「Affection 〜YU HAYAMI 40th Anniversary Collection〜」に収録。）のアレンジ版。

## ワールドニュースアワー（2005年度 - 2010年度）
2005年3月28日から2006年12月28日まで、平日17時15分 - 17時58分と３時15分 - 3時55分に『ワールドニュースアワー・アジア』（キャスター：小林央子→鈴木康子、城向あかり→岩渕梢）を放送していたが、『アジアクロスロード』の開始に伴い、『ワールドニュースアワー・アジア』は翌日の4時10分に時間を移行。毎回放送されていた香港・フェニックステレビの討論番組『時事弁論会』は毎週木曜日17時台に放送されるようになった。
2005年9月、日曜日8時台に放送していたイタリア・RAIのニュースが終了、2006年からイギリス・BBCの番組『Newsnight』を放送。
2006年まで『メジャーリーグ中継』のため、本来『おはよう世界』の枠内で放送されるアメリカ『ワールド・ニュース・トゥナイト』などをNHK衛星第2テレビの8時台に『ワールドニュースアワー』として放送することがあった。しかし、2006年11月から『ワールド・ニュース・ウィズ・チャールズ・ギブソン』の同時通訳放送が始まり、メジャーリーグ中継の時期でも『おはよう世界』の7時台でほぼ放送可能となったため、2007年以降は行われていない。
2006年10月、月曜日8時15分 - 9時59分に放送していた『ワールドニュースアワー』枠が休止。月曜日に『おはよう世界』の放送がなかったためで、11月からは『おはよう世界』として放送。
2007年3月25日、日曜日8時台に放送していたイギリス・ITNの週間ニュース番組『World Focus』が終了。翌週からフランス・France 2に。
2010年3月29日から放送時間が10分繰り上がり、オープニングがリニューアル。イギリス・BBCの番組『ニュースナイト』が終了。オーストラリア・ABCが新たに追加され、放送内容は国際放送のオーストラリア・ネットワークのものを放送。ワールドニュースアワー・アジアでは、ベトナム・VTVの放送がシンガポールCNAの後になり、順番が入れ替わった。
2011年3月11日、東日本大震災発生。NHKは発生当初から衛星・地上波の総合編成全チャンネルで震災特別報道を開始しBS1独自編成も中断。3月14日から3月18日はNHK総合との終日同時編成のため『ワールドニュースアワー』と関連各番組を全て休止。3月19日からNHK総合との同時編成による震災報道を交えつつ通常編成も再開（『おはよう世界』『きょうの世界』『アジアクロスロード』を含む）するが、『ワールドニュースアワー』は引き続きNHK総合と同時の震災放送を続けるため、休止状態が続いた。2011年3月31日24時まではその震災報道をNHK総合と一部同時放送するため、22日から再開した『ワールドニュースアジア』（15時台のみ。3月31日まで）を除けば、事実上震災発生前の3月11日の12時台の放送が、3チャンネル体制での当番組の最終放送となった。

## ワールドWave（2011年度 - 2013年度）
2011年4月1日の抜本的な編成の見直しで、『ワールドニュースアワー』『おはよう世界（日曜日・祝日以外の早朝）』『きょうの世界（祝日を除く平日22時台）』の番組タイトルを統合して『ワールドWave』として放送することになったが、基本的な進行は旧来とほとんど変わらず。

## ワールドニュース（2014年度 - 2020年度）
2014年3月31日の番組改訂で「ワールドWave」が終了するのに伴い、『ワールドWaveモーニング』を継承する『キャッチ!世界の視点』（日曜日・祝日を除く7時 - 7時49分、2016年4月4日から『キャッチ!世界のトップニュース』にタイトルを変更）と、『ワールド・ニュース・トゥナイト』を継承する『国際報道2014』（祝日を除く平日22時 - 22時50分）を除き『ワールドニュース』の題名を復活させる。
2019年3月31日の番組改訂で日曜日の放送が消滅。月曜日の5時台と11時台、火曜日から土曜日の4時台と11時台、土曜日の8時台の放送も廃止された。また、月曜日から金曜日の8時台は7時台の『キャッチ!世界のトップニュース』と時間帯が入れ替わり、11時台は『キャッチ!世界のトップニュース』の再放送となった。
このため、 アメリカ合衆国のCNNのヘッドラインニュース、インドネシアのMetroTVの放送が消滅。アメリカABCの『ABCワールドニューストゥナイト（ウィズデヴィッド・ミュアー）』の放送はトップニュースが『キャッチ!世界のトップニュース』で同時通訳されて放送されるのみとなり、ドイツ ARDの ターゲスシャウの定期放送も無くなった。
2019年9月30日の4K放送の開始で、『NHK BSニュース4K』の放送が始まり、BS1と同時放送されることにより、12時台の放送が5分短縮された。これに伴い、BBC のNews at Tenが消滅し、『キャッチ!世界のトップニュース』内で取り上げるのみになった。ただ、アメリカABCの『ABCワールドニュース』の放送、France 2 の20 Heuresの再放送が復活した。
2019年から世界全域にて感染が拡大している新型コロナウイルスの影響を受け、2020年4月から土曜日の日中帯に『週刊ワールドニュース・新型コロナに揺れた世界』を放送している。これは当該1週間に放送された『ワールドニュース』で取り上げた日本国外の放送機関のニュースのうち、新型コロナウイルスに関係したニュースに特化して再編集したものである。特別番組扱いであったが、同年10月改編から定時番組化すると共に放送当日の深夜（日曜日の未明）にも再放送枠を設置した。進行は2018年から『ニュース シブ5時』などに出演しているAIアナウンサーの「ニュースのヨミ子」が担当している。
2020年3月に新型コロナウイルスの感染拡大防止のため、ニューヨーク証券取引所の取引が無人化されたため、 ブルームバーグの放送が休止された。その後、有人取引は復活したものの、ブルームバーグの中継は行われていない。
2020年5月、フィリピンのABS-CBNが、2016年の大統領選挙でドゥテルテ候補の選挙コマーシャルの一部を正確に放送しなかったことを理由として、フィリピン議会から停波命令を出された。同局はネットやYouTubeで配信を続行しているが、NHKでの放送は2021年以降停止している。

## ワールドニュース（2021年度 - ）
2021年3月29日からは『NHK BSニュース4K』の12時台が廃枠となり、通常のBSニュースに戻ったために、オーストラリアのABCの再放送が組み込まれている。また『攻略!ABCニュース英語』の放送が終了し、早朝はABS-CBNの枠も空いたため、6時台の香港のTVBを前倒しで（6時台も引き続き放送している）、午後は ABCワールドニューストゥナイト（ウィズデヴィッド・ミュアー）を再放送している。また『国際報道2021』が地上波・NHK総合の深夜に再放送されるようになった。
なお、同年度は東京オリンピック・パラリンピックおよび北京オリンピック中継のため、当番組を始めとするBS1の国際報道番組を休止した期間が生じた。
2022年2月24日に勃発したロシアによるウクライナ侵攻の影響を受け、一方のプロパガンダになる可能性もあるので「ワールドニュース」では、ロシアTVの放送を「現地の放送をそのまま放送しています」のスーパーを挿入して放送されたが、3月7日からロシアTVの放送を中断して『キャッチ!世界のトップニュース』で放送することになった。紛争当事国のバランスを取るためか、3月14日からウクライナユナイテッドニュース（主に放送されるのは公共放送）のYouTube配信を『キャッチ!世界のトップニュース』で放送している。
国際情勢が緊迫化しているため、地上波・NHK総合でも2022年3月1日より『キャッチ!世界のトップニュース』を10時5分 - 10時54分に時差放送。また『国際報道2022→2023』も視聴の機会を増加させるため、通常の4時20分 - 5時に加え、前日23時45分 - 当日0時25分にも放送された。
前述の事情から、NHK総合での『週刊ワールドニュース』の放送は、2022年3月5日と12日は『週刊まるわかりニュース』の後の9時30分 - 9時59分に特別番組として時差放送を行い、NHKプラスでも配信された。3月19日は第94回選抜高等学校野球大会の中継を11時5分からEテレに迂回し、11時5分 - 11時54分に放送。3月26日は同日の高校野球は全試合順延となったが、前週と同じ時刻に放送された。4月2日からは土曜日18時5分 - 18時43分に放送され、2023年3月25日を最後に終了した。
このため、2022年4月から土曜日18時5分 - 18時43分（近畿地方のみ火曜日23時50分 - 水曜日0時28分）で放送開始の予定であった『これって攻めすぎ!?世界旅行/3分ドキュメンタリー』（どちらかの番組を交互に随時放送）は、両番組とも当面の間、延期（凍結）されていたが、その後、前者は2022年7月24日 - 2023年3月19日の日曜日0時25分 - 1時3分に放送された。一方、後者は2022年7月18日より不定期で放送されている。
2023年度は『キャッチ!世界のトップニュース』がNHK総合の平日10時台に移動したため、7時台が8時台に移動。また、5時台はNHKワールドTVの番組（後述の14時台から移動）を編成する時間に充てるなどしたため、土曜日を除き廃止。このほか、16時台の『ワールドニュースアメリカ』を廃止して『ワールドニュースアジア』の枠に充てていた14時台の枠を拡大し、統合することになった。日曜日の放送が完全に廃止された。
2023年12月1日に実施されたBS放送波再編に伴い、以後はBS1から改称のBSにて放送。また、BSプレミアムの放送番組がBSに移行することによる改編により、平日朝の放送が、6時 - 7時14分、8時 - 8時50分、9時 - 9時30分となり、7時台に『連続テレビ小説』の先行放送などを挟む形で放送。長らく無かった9時台の放送が復活した。このほか、13時から『プレミアムシネマ』がBSプレミアムからそのままの時刻で移動したため、14時台を16時台に移設した。土曜日の6時台も6時 - 7時14分に延長された。
2024年度は『BSニュース World+Biz』の終了に伴い、平日8時台は8時 - 9時に延長。9時台は9時24分にまでに短縮したものの、別番組扱いではあるが8時台と連続した。12時台が12時30分 - 13時に移設し、16時台は16時 - 17時に延長した。
4月3日に発生した花蓮地震の報道のため、4日・5日の8時台のCCTVの枠を台湾のTVBSに振り替えた。

## 放送内容（海外放送局および報道番組）

### ワールドニュースアワー（2011年2月）
なお、日時は日本時間 (JST) に基づき、5時を1日の基点として掲載する。
| 月曜日 | 火曜日～金曜日 | 土曜日 | 日曜日 |
| 5時台（毎日5:00-5:49） | 5時台（毎日5:00-5:49） | 5時台（毎日5:00-5:49） | 5時台（毎日5:00-5:49） |
| --- | --- | --- | --- |
| - アメリカ CNNヘッドラインニュース - ドイツ ZDF heute - イギリス BBC News at Six - ロシア RTR Вести - オーストラリアABC国際放送                                                             | - アメリカ CNNヘッドラインニュース - オーストラリア ABC国際放送 - イギリス BBC News at Six - ドイツ ZDF - ロシア RTR | - アメリカ CNNヘッドラインニュース - ドイツ ZDF - イギリス BBC News at Six - ロシア RTR | （放送無し） |
| 8時台（毎日8:00-8:49） | | | |
| - イギリス BBC News at Ten - フランス France 2 20 Heures - ドイツ ZDF heute - スペイン TVE - ロシア RTR - カタール アルジャジーラ - 韓国 KBS KBSニュース広場(뉴스광장) - 中国 CCTV 中國新聞 | - イギリス BBC News at Ten - フランス France 2 20 Heures - ドイツ ZDF heute - スペイン TVE - ロシア RTR - カタール アルジャジーラ - 韓国 KBS KBSニュース広場(뉴스광장) - 中国 CCTV 中國新聞                                                                                            | - イギリス BBC News at Ten - フランス France 2 20 Heures Weekend - スペイン TVE - ブラジル バンデランテス - カタール アルジャジーラ - 韓国 KBS - 中国 CCTV | - アメリカ CNNヘッドラインニュース - フランス France 2 20 Heures Weekend - ドイツ ARD ターゲスシャウ(tagesschau) - オーストラリア ABC国際放送 Asia Pacific Focus |
| 9時台（火曜～金曜9:00-9:20、土曜9:00-9:45） | | | |
| （放送無し） | - アメリカ ABC ワールドニュース | - アメリカ ABC ワールドニュース - ドイツ ZDF - ロシア RTR | （放送無し） |
| 12時台（平日12:00-12:49） | | | |
| - イギリス BBC News at Ten - フランス France 2 20 Heures - アメリカ ABC ワールドニュース - カタール アルジャジーラ - ロシア RTR - スペイン TVE                                              | - イギリス BBC News at Ten - フランス France 2 20 Heures - アメリカ ABC ワールドニュース - カタール アルジャジーラ - ロシア RTR - スペイン TVE | （放送無し） | （放送無し） |
| 15時台（平日15:00-15:15） | | | |
| - 韓国 KBS KBSニュース12 - カタール アルジャジーラ - 香港 鳳凰衛視 鳳凰正點播報 | - 韓国 KBS KBSニュース12 - カタール アルジャジーラ - 香港 鳳凰衛視 鳳凰正點播報 | （放送無し） | （放送無し） |
| 28時（翌朝4時）台（平日28:00-28:39 = 翌日4:00-4:39） | | | |
| （放送無し） | - 韓国 KBS 뉴스 5 - 中国 CCTV 新聞聯播 - 中国・上海RTS（東方衛視 Dragon TV） - 香港 ATV Main News - タイ Modernine TV（又は旧局名CH9）(โมเดิร์นไนน์ทีวี, MCOT) - シンガポール CNA (Channel NewsAsia) Primetime News - ベトナム VTV (Thời sự) Tin tức - フィリピン ABS-CBN The World Tonight | - 韓国 KBS 뉴스 5 - 中国 CCTV 新聞聯播 - 中国・上海RTS（東方衛視 Dragon TV） - 香港 ATV Main News - タイ Modernine TV（又は旧局名CH9）(โมเดิร์นไนน์ทีวี, MCOT) - シンガポール CNA (Channel NewsAsia) Primetime News - ベトナム VTV (Thời sự) Tin tức - フィリピン ABS-CBN The World Tonight | （放送無し） |

### ワールドニュース（2014年度から2018年度まで）
| 月曜日 | 火曜日～金曜日 | 土曜日 | 日曜日 |
| 5時台（5:00-5:49） | 5時台（5:00-5:49） | 5時台（5:00-5:49） | 5時台（5:00-5:49） |
| --- | --- | --- | --- |
| - BBC（イギリス） - ZDF（ドイツ） - ABC（オーストラリア） - ロシアTV（ロシア） - TVB（香港） - NDTV（インド） - MERTO（インドネシア） - PBS（アメリカ合衆国） | - BBC（イギリス） - ZDF（ドイツ） - ABC（オーストラリア） - ロシアTV（過去の表記ではRTR）（ロシア） - TVB（香港） - NDTV（インド） | - BBC（イギリス） - ZDF（ドイツ） - ABC（オーストラリア） - ロシアTV（ロシア） - TVB（香港） - NDTV（インド） - TRT（トルコ） | （放送無し） |
| 6時台（6:00-6:49） | | | |
| - アルジャジーラ（カタール） - ロシアTV - BBC - F2（フランス） - ABC（オーストラリア） - CNN（アメリカ合衆国） - TVB（香港） - CCTV（中華人民共和国）         | - アルジャジーラ（カタール） - ロシアTV - BBC - F2（フランス） - ブルームバーグ（アメリカ合衆国） - CNA（シンガポール） - CCTV（中華人民共和国） | - アルジャジーラ（カタール） - ロシアTV - BBC - F2（フランス） - ブルームバーグ（アメリカ合衆国） - CNA（シンガポール） - CCTV（中華人民共和国） | （放送無し） |
| 8時台（8:00-8:49） | | | |
| - tve（スペイン） - KBS（韓国）『KBSニュース広場』 - BBC - F2 - ABC（アメリカ）『ABCワールドニューストゥナイト（ウィズデヴィッド・ミュアー）』                | - tve（スペイン） - KBS（韓国）『KBSニュース広場』 - BBC - F2 - ABC（アメリカ）『ABCワールドニューストゥナイト（ウィズデヴィッド・ミュアー）』 | - tve（スペイン） - KBS（韓国）『KBSニュース広場』 - BBC - F2 - バンデランテス（ブラジル） - ABC（アメリカ合衆国） | - F2（フランス） - ARD『ターゲスシャウ』（ドイツ） - CNN（アメリカ合衆国） - NDTV（インド） - TRT（トルコ） - PBS（アメリカ合衆国） |
| 11時台（11:00-11:49） | | | |
| - ABC（アメリカ合衆国） - BBC - KBS - tve - ZDF - NDTV | - ABC（アメリカ合衆国） - BBC - KBS - tve - ZDF | - tve - KBS - BBC - F2 - バンデランテス（ブラジル） - ABC（アメリカ合衆国） | （放送無し） |
| 12時台（12:25-12:50）祝日は放送休止 | | | |
| - ABC（オーストラリア） - CNN - BBC - METRO（インドネシア） - アルジャジーラ                                                                                  | - ABC（オーストラリア） - BBC - アルジャジーラ - NDTV（インド） | （放送無し） | （放送無し） |
| 14時台（14:30-14:50）ワールドニュース アジア（祝日は放送休止）                                                                                                | | | |
| - 韓国 KBS 『KBSニュース12』 - カタール アルジャジーラ - 中国 CCTV 『朝聞天下』 - アジアの週間天気予報（NHK制作）                                             | - 韓国 KBS 『KBSニュース12』 - カタール アルジャジーラ - 中国 CCTV 『朝聞天下』 - アジアの週間天気予報（NHK制作） | （放送無し） | （放送無し） |
| 16時台（月曜16:00-16:30、他は16:00-16:50）ワールドニュース アメリカ（祝日は放送休止）                                                                         | | | |
| - ABC『ジス・ウィーク』 - 世界の週間天気予報（NHK制作） （16:00-16:30）                                                                                       | - ABC『ナイトライン』 - PBS『ニュースアワー』 - 世界の週間天気予報（NHK制作） | （放送無し） | （放送無し） |
| 4時台（4:00-4:39 = 28:00-28:39）ワールドニュース アジア（祝日は放送休止）                                                                                     | | | |
| （放送無し） | - シンガポール チャンネル・ニュースアジア 『Primetime News』 - 韓国 KBS 『KBSニュース9』 - 中国 CCTV-13 『新聞聯播』 - 上海 東方衛視『東方新聞』 - 香港 TVB 『News At 7:30』 - タイ Modernine TV（又は旧局名CH9）(โมเดิร์นไนน์ทีวี, MCOT) - ベトナム VTV-4 Bản tin Thời sự（現地時間12時のニュース） - フィリピン ABS-CBN 『The World Tonight』 | - シンガポール チャンネル・ニュースアジア 『Primetime News』 - 韓国 KBS 『KBSニュース9』 - 中国 CCTV-13 『新聞聯播』 - 上海 東方衛視『東方新聞』 - 香港 TVB 『News At 7:30』 - タイ Modernine TV（又は旧局名CH9）(โมเดิร์นไนน์ทีวี, MCOT) - ベトナム VTV-4 Bản tin Thời sự（現地時間12時のニュース） - フィリピン ABS-CBN 『The World Tonight』 | （放送無し） |

### ワールドニュース（2019年度から）
| （放送無し） | - イギリス BBC News at Six - シンガポール チャンネル・ニュースアジア 『Primetime News』 - 韓国 KBS 『KBSニュース9』 - 中国 CCTV-13 『新聞聯播』 - 上海 東方衛視『東方新聞』 - タイ Modernine TV（又は旧局名CH9）(โมเดิร์นไนน์ทีวี, MCOT) - フィリピン ABS-CBN 『The World Tonight』 | - BBC News at Six - CNA（シンガポール） - KBS（大韓民国） - CCTV（中華人民共和国） - 東方衛視（中華人民共和国） - MCOT（タイ） - ABS-CBN（フィリピン） - バンデランテス（ブラジル） | （放送無し） |              |              |              |
| 6時台（6:00-6:49） | | |              |              |              |              |
| - BBC BBCウィークエンドニュース - ドイツ ZDF heute （まれに枠の一部を割いて ARD のターゲスシャウの放送がある） - ロシアTV ヴェスティ（ロシア） - アルジャジーラ（カタール） - 香港 TVB 『News At 7:30』 - CNA（シンガポール） - NDTV（インド） - ABC（オーストラリア） | - ZDF - ロシアTV（ロシア） - アルジャジーラ（カタール） - ABC（オーストラリア） - ブルームバーグ（アメリカ合衆国） - TVB（香港） - NDTV（インド） - ベトナム VTV-4 Bản tin Thời sự（現地時間12時のニュース）                                                                   | - BBC News at Six（5時台に比べて短縮されているので、一部のニュースがカットされる） - ZDF - フランス France 2 20 Heures week-end (20h week-end) - ロシアTV（ロシア） - アルジャジーラ（カタール） - ABC（オーストラリア） - ブルームバーグ（アメリカ合衆国） - TVB（香港） - TRT（トルコ） | （放送無し） | （放送無し） | （放送無し） | （放送無し） |
| 7時台（7:00-7:49） | | |              |              |              |              |
| - F2 20 Heures week-end (20h week-end) - ZDF - BBC（6時台に比べて短縮されているので、一部のニュースがカットされる。現地の夏時間にはNews at Tenを放送） - tve（スペイン） - アルジャジーラ - NDTV - CCTV - KBS（韓国）『KBSニュース広場』                               | - F2 20 Heures (20h) - ZDF - BBC（5時台に比べて短縮されているので、一部のニュースがカットされる。現地の夏時間にはNews at Tenを放送） - tve - CCTV（中華人民共和国） - KBS（韓国）                                                                                              | （放送無し） | （放送無し） |              |              |              |
| 12時台（12:25-12:45）祝日は放送休止 | | |              |              |              |              |
| - ABC（アメリカ）『ABCワールドニューストゥナイト（ウィズデヴィッド・ミュアー）』 - F2 | - ABC（アメリカ）『ABCワールドニューストゥナイト（ウィズデヴィッド・ミュアー）』 - F2 | （放送無し） | （放送無し） |              |              |              |
| 14時台（14:30-14:50）ワールドニュース アジア（祝日は放送休止） | | |              |              |              |              |
| - 韓国 KBS 『KBSニュース12』 - 中国 CCTV 『朝聞天下』 - アルジャジーラ - アジアの週間天気予報（NHK制作） | - 韓国 KBS 『KBSニュース12』 - 中国 CCTV 『朝聞天下』 - アルジャジーラ - アジアの週間天気予報（NHK制作） | （放送無し） | （放送無し） |              |              |              |
| 16時台（月曜16:00-16:30、他は16:00-16:50）ワールドニュース アメリカ（祝日は放送休止） | | |              |              |              |              |
| - ABC『ジス・ウィーク』 - 世界の週間天気予報（NHK制作） | - PBS『ニュースアワー』 - ABC『ナイトライン』 - 世界の週間天気予報（NHK制作） | （放送無し） | （放送無し） |              |              |              |